# Autafond
Autafond is een gemeente en plaats in het Zwitserse kanton Fribourg, en maakt deel uit van het district Saane/Sarine.
Autafond telt 71 inwoners.